# IndyCar Series 2018
Il 2018 Verizon IndyCar Series è stata la 23ª stagione della Verizon IndyCar Series e la 97ª stagione ufficiale del campionato Campionato americano auto da corsa.

## Aggiornamenti
- Il 20 ottobre 2017 è stato annunciato che il gigante americano delle comunicazione Verizon interromperà la sponsorizzazione del campionato IndyCar Series dopo la stagione 2018. La partnership Verizon - Team Penske continuerà comunque oltre il 2018.[1]
- La società americana PFC, dal 2018, sarà il nuovo fornitore dei freni.[2]

### Modifiche tecniche
- Tutte le macchine della serie IndyCar presenteranno una carrozzeria universale completamente nuova, ispirata alla carrozzeria CART degli anni '90 e 2000, ma conservano ancora la base Dallara DW12. Per la prima volta dalle stagioni 1996 dell'IRL e 2007 della Champ Car rispettivamente, le auto avranno un rollbar senza airbox.[3][4][5]

## Piloti e team
I seguenti team e piloti sono stati confermati per competere nella stagione 2018 IndyCar Series. Tutti i team utilizzano il telaio Dallara DW12 e pneumatici Firestone.
| Team                                        | Motore    | No. | Piloti                  | Round                         |
| ------------------------------------------- | --------- | --- | ----------------------- | ----------------------------- |
| A. J. Foyt Enterprises                      | Chevrolet | 4   | Matheus Leist R         | All                           |
| A. J. Foyt Enterprises                      | Chevrolet | 14  | Tony Kanaan             | All                           |
| Foyt with Byrd / Hollinger / Belardi        | Chevrolet | 33  | James Davison           | 6                             |
| Andretti Autosport                          | Honda     | 25  | Stefan Wilson R         | 6                             |
| Andretti Autosport                          | Honda     | 26  | Zach Veach R            | All                           |
| Andretti Autosport                          | Honda     | 27  | Alexander Rossi         | All                           |
| Andretti Autosport                          | Honda     | 28  | Ryan Hunter-Reay        | All                           |
| Andretti Autosport                          | Honda     | 29  | Carlos Muñoz            | 6                             |
| Andretti Herta Autosport con Curb-Agajanian | Honda     | 98  | Marco Andretti          | All                           |
| Carlin                                      | Chevrolet | 23  | Charlie Kimball         | All                           |
| Carlin                                      | Chevrolet | 59  | Max Chilton             | All                           |
| Chip Ganassi Racing                         | Honda     | 9   | Scott Dixon             | All                           |
| Chip Ganassi Racing                         | Honda     | 10  | Ed Jones                | All                           |
| Dale Coyne Racing                           | Honda     | 19  | Zachary Claman DeMelo R | 1, 3–6, 9–12                  |
| Dale Coyne Racing                           | Honda     | 19  | Pietro Fittipaldi R     | 2, 13–17                      |
| Dale Coyne Racing                           | Honda     | 19  | Santino Ferrucci R      | 7–8                           |
| Dale Coyne Racing                           | Honda     | 39  | Santino Ferrucci R      | 16–17                         |
| Dale Coyne Racing                           | Honda     | 63  | Pippa Mann              | 6                             |
| Dale Coyne Racing con Thom Burns Racing     | Honda     | 17  | Conor Daly              | 6                             |
| Dale Coyne Racing con Vasser-Sullivan       | Honda     | 18  | Sébastien Bourdais      | All                           |
| Dreyer & Reinbold Racing                    | Chevrolet | 24  | Sage Karam              | 6                             |
| Dreyer & Reinbold Racing                    | Chevrolet | 66  | J. R. Hildebrand        | 6                             |
| Ed Carpenter Racing                         | Chevrolet | 13  | Danica Patrick          | 6                             |
| Ed Carpenter Racing                         | Chevrolet | 20  | Jordan King R           | 1, 3–5, 7–8, 10, 12–13, 16–17 |
| Ed Carpenter Racing                         | Chevrolet | 20  | Ed Carpenter            | 2, 6, 9, 11, 14–15            |
| Ed Carpenter Racing                         | Chevrolet | 21  | Spencer Pigot           | All                           |
| Harding Racing                              | Chevrolet | 8   | Patricio O'Ward R       | 17                            |
| Harding Racing                              | Chevrolet | 88  | Gabby Chaves            | 1–11, 15–16                   |
| Harding Racing                              | Chevrolet | 88  | Conor Daly              | 12–14                         |
| Harding Racing                              | Chevrolet | 88  | Colton Herta R          | 17                            |
| Juncos Racing                               | Chevrolet | 32  | René Binder R           | 1, 4, 7, 8, 12–13             |
| Juncos Racing                               | Chevrolet | 32  | Kyle Kaiser R           | 2–3, 5–6                      |
| Juncos Racing                               | Chevrolet | 32  | Alfonso Celis Jr. R     | 10, 16                        |
| Michael Shank Racing con Schmidt Peterson   | Honda     | 60  | Jack Harvey R           | 1                             |
| Meyer Shank Racing con Schmidt Peterson     | Honda     | 60  | Jack Harvey R           | 3, 6, 13, 16–17               |
| Rahal Letterman Lanigan Racing              | Honda     | 15  | Graham Rahal            | All                           |
| Rahal Letterman Lanigan Racing              | Honda     | 30  | Takuma Satō             | All                           |
| Schmidt Peterson Motorsports                | Honda     | 5   | James Hinchcliffe       | All                           |
| Schmidt Peterson Motorsports                | Honda     | 6   | Robert Wickens R        | 1–14                          |
| Schmidt Peterson Motorsports                | Honda     | 6   | Carlos Muñoz            | 16–17                         |
| SPM / AFS Racing                            | Honda     | 7   | Jay Howard              | 6                             |
| Scuderia Corsa con RLL                      | Honda     | 64  | Oriol Servià            | 6                             |
| Team Penske                                 | Chevrolet | 1   | Josef Newgarden         | All                           |
| Team Penske                                 | Chevrolet | 3   | Hélio Castroneves       | 5–6                           |
| Team Penske                                 | Chevrolet | 12  | Will Power              | All                           |
| Team Penske                                 | Chevrolet | 22  | Simon Pagenaud          | All                           |

     Rookie

## Calendario
| Rd. | Data         | Gara                                                       | Circuito                                  | Città                    |
| --- | ------------ | ---------------------------------------------------------- | ----------------------------------------- | ------------------------ |
| 1   | 11 marzo     | Firestone Grand Prix of St. Petersburg                     | R Streets of St. Petersburg               | St. Petersburg, Florida  |
| 2   | 7 aprile     | Desert Diamond West Valley Phoenix Grand Prix              | O ISM Raceway                             | Avondale (Arizona)       |
| 3   | 15 aprile    | Toyota Grand Prix of Long Beach                            | R Streets of Long Beach                   | Long Beach (California)  |
| 4   | 22 aprile    | Honda Indy Grand Prix of Alabama                           | R Barber Motorsports Park                 | Leeds (Alabama)          |
| 5   | 12 maggio    | IndyCar Grand Prix                                         | R Indianapolis Motor Speedway Road Course | Speedway (Indiana)       |
| 6   | 27 maggio    | 102nd Indianapolis 500 Presented by PennGrade Motor Oil    | O Indianapolis Motor Speedway             | Speedway (Indiana)       |
| 7   | 2 giugno     | Chevrolet Detroit Grand Prix Presented by Lear Corporation | R Belle Isle Park                         | Detroit, Michigan        |
| 8   | 3 giugno     | Chevrolet Detroit Grand Prix Presented by Lear Corporation | R Belle Isle Park                         | Detroit, Michigan        |
| 9   | 9 giugno     | DXC Technology 600                                         | O Texas Motor Speedway                    | Fort Worth (Texas)       |
| 10  | 24 giugno    | Kohler Grand Prix                                          | R Road America                            | Elkhart Lake (Wisconsin) |
| 11  | 8 luglio     | Iowa Corn 300                                              | O Iowa Speedway                           | Newton (Iowa)            |
| 12  | 15 luglio    | Honda Indy Toronto                                         | R Exhibition Place                        | Toronto, Ontario         |
| 13  | 29 luglio    | Honda Indy 200 at Mid-Ohio                                 | R Mid-Ohio Sports Car Course              | Lexington (Ohio)         |
| 14  | 19 agosto    | ABC Supply 500                                             | O Pocono Raceway                          | Long Pond (Pennsylvania) |
| 15  | 25 agosto    | Bommarito Automotive Group 500 Presented by Valvoline      | O Gateway Motorsports Park                | Madison (Illinois)       |
| 16  | 2 settembre  | Grand Prix of Portland                                     | R Portland International Raceway          | Portland (Oregon)        |
| 17  | 16 settembre | Grand Prix of Sonoma                                       | R Sonoma Raceway                          | Sonoma (California)      |

     Ovale/Speedway
     Circuito cittadino/su strada

## Risultati della stagione

### Risultati delle gare
| Round | Gara             | Pole position      | Giro più veloce       | Più giri condotti | Vincitori          | Vincitori                              | Vincitori   | Resoconto |
| Round | Gara             | Pole position      | Giro più veloce       | Più giri condotti | Piloti             | Squadra                                | Costruttore | Resoconto |
| ----- | ---------------- | ------------------ | --------------------- | ----------------- | ------------------ | -------------------------------------- | ----------- | --------- |
| 1     | St. Petersburg   | Robert Wickens     | Alexander Rossi       | Robert Wickens    | Sébastien Bourdais | Dale Coyne Racing with Vasser-Sullivan | Honda       | Resoconto |
| 2     | Phoenix          | Sébastien Bourdais | Sébastien Bourdais    | Will Power        | Josef Newgarden    | Team Penske                            | Chevrolet   | Resoconto |
| 3     | Long Beach       | Alexander Rossi    | Josef Newgarden       | Alexander Rossi   | Alexander Rossi    | Andretti Autosport                     | Honda       | Resoconto |
| 4     | Birmingham       | Josef Newgarden    | Zachary Claman DeMelo | Josef Newgarden   | Josef Newgarden    | Team Penske                            | Chevrolet   | Resoconto |
| 5     | Indianapolis GP  | Will Power         | Scott Dixon           | Will Power        | Will Power         | Team Penske                            | Chevrolet   | Resoconto |
| 6     | Indianapolis 500 | Ed Carpenter       | Hélio Castroneves     | Ed Carpenter      | Will Power         | Team Penske                            | Chevrolet   | Resoconto |
| 7     | Detroit 1        | Marco Andretti     | Ryan Hunter-Reay      | Scott Dixon       | Scott Dixon        | Chip Ganassi Racing                    | Honda       | Resoconto |
| 8     | Detroit 2        | Alexander Rossi    | Ryan Hunter-Reay      | Alexander Rossi   | Ryan Hunter-Reay   | Andretti Autosport                     | Honda       | Resoconto |
| 9     | Texas            | Josef Newgarden    | Josef Newgarden       | Scott Dixon       | Scott Dixon        | Chip Ganassi Racing                    | Honda       | Resoconto |
| 10    | Road America     | Josef Newgarden    | Zach Veach            | Josef Newgarden   | Josef Newgarden    | Team Penske                            | Chevrolet   | Resoconto |
| 11    | Iowa             | Will Power         | Will Power            | Josef Newgarden   | James Hinchcliffe  | Schmidt Peterson Motorsport            | Honda       | Resoconto |
| 12    | Toronto          | Josef Newgarden    | Will Power            | Scott Dixon       | Scott Dixon        | Chip Ganassi Racing                    | Honda       | Resoconto |
| 13    | Mid-Ohio         | Alexander Rossi    | Scott Dixon           | Alexander Rossi   | Alexander Rossi    | Andretti Autosport                     | Honda       | Resoconto |
| 14    | Pocono           | Will Power         | Sébastien Bourdais    | Alexander Rossi   | Alexander Rossi    | Andretti Autosport                     | Honda       | Resoconto |
| 15    | Gateway          | Scott Dixon        | Will Power            | Scott Dixon       | Will Power         | Team Penske                            | Chevrolet   | Resoconto |
| 16    | Portland         | Will Power         | Carlos Muñoz          | Alexander Rossi   | Takuma Sato        | Rahal Letterman Racing                 | Honda       | Resoconto |
| 17    | Sonoma           | Ryan Hunter-Reay   | Scott Dixon           | Ryan Hunter-Reay  | Ryan Hunter-Reay   | Andretti Autosport                     | Honda       | Resoconto |

### Sistema di punteggio
| Risultato | 1º | 2º | 3º | 4º | 5º | 6º | 7º | 8º | 9º | 10º | 11º | 12º | 13º | 14º | 15º | 16º | 17º | 18º | 19º | 20º | 21º | 22º | 23º | 24º | 25º+ | Almeno un giro in testa | Più giri in testa | Pole Position |
| Punti     | 50 | 40 | 35 | 32 | 30 | 28 | 26 | 24 | 22 | 20  | 19  | 18  | 17  | 16  | 15  | 14  | 13  | 12  | 11  | 10  | 9   | 8   | 7   | 6   | 5    | 1                       | 2                 | 1             |

- Saranno assegnati punti doppi a due gare nel 2018: 500 Miglia di Indianapolis e il finale di stagione al Sonoma Raceway.[47]
- Una sostituzione del motore comporterà la perdita di 10 punti nella classifica piloti e nella classifica costruttori.
- Per le qualifiche della 500 Miglia di Indianapolis verranno assegnati punti per la classifica costruttori e per la classifica piloti in base ai risultati delle qualifiche finali come segue: Il costruttore e il pilota più veloce in qualifica (pole sitter) riceverà 9 punti, il secondo più veloce riceverà 8 punti e i punti assegnati diminuiranno di un punto fino al nono più veloce (1 punto).

### Classifica piloti
| Pos | Driver                  | STP | PHX | LBH | ALA | IGP | INDY | DET | DET | TEX | ROA | IOW | TOR | MDO | POC | GAT | POR | SNM | Pts |
| --- | ----------------------- | --- | --- | --- | --- | --- | ---- | --- | --- | --- | --- | --- | --- | --- | --- | --- | --- | --- | --- |
| 1   | Scott Dixon             | 6   | 4   | 11  | 6   | 2   | 39   | 1*  | 4   | 1*  | 3   | 12  | 1*  | 5   | 3   | 3*c | 5   | 2   | 678 |
| 2   | Alexander Rossi         | 3   | 3   | 1*  | 11  | 5   | 4    | 3   | 12* | 3   | 16  | 9   | 8   | 1*  | 1*  | 2   | 8*  | 7   | 621 |
| 3   | Will Power              | 10  | 22* | 2   | 21  | 1*  | 13   | 7   | 2   | 18  | 23  | 6   | 18  | 3   | 2   | 1   | 21  | 3   | 582 |
| 4   | Ryan Hunter-Reay        | 5   | 5   | 20  | 2   | 18  | 5    | 2   | 1   | 5   | 2   | 19  | 16  | 7   | 18  | 20  | 2   | 1*  | 566 |
| 5   | Josef Newgarden         | 7   | 1   | 7   | 1*  | 11  | 84   | 9   | 15  | 13  | 1*  | 4*  | 9   | 4   | 5   | 7   | 10  | 8   | 560 |
| 6   | Simon Pagenaud          | 13  | 10  | 24  | 9   | 8   | 62   | 17  | 10  | 2   | 7   | 8   | 2   | 8   | 8   | 4   | 6   | 4   | 492 |
| 7   | Sébastien Bourdais      | 1   | 13  | 13  | 5   | 4   | 285  | 13  | 21  | 8   | 13  | 11  | 19  | 6   | 4   | 21  | 3   | 6   | 425 |
| 8   | Graham Rahal            | 2   | 9   | 5   | 7   | 9   | 10   | 23  | 5   | 6   | 6   | 7   | 21  | 9   | 14  | 10  | 23  | 23  | 392 |
| 9   | Marco Andretti          | 9   | 12  | 6   | 10  | 13  | 12   | 4   | 9   | 14  | 11  | 16  | 10  | 11  | 7   | 14  | 25  | 5   | 392 |
| 10  | James Hinchcliffe       | 4   | 6   | 9   | 3   | 7   | DNQ  | 11  | 16  | 4   | 10  | 1   | 4   | 14  | 20  | 15  | 22  | 15  | 391 |
| 11  | Robert Wickens RY       | 18* | 2   | 22  | 4   | 3   | 9    | 8   | 6   | 19  | 5   | 5   | 3   | 2   | 19  |     |     |     | 391 |
| 12  | Takuma Satō             | 12  | 11  | 21  | 8   | 10  | 32   | 5   | 17  | 7   | 4   | 3   | 22  | 17  | 21  | 9   | 1   | 25  | 351 |
| 13  | Ed Jones                | 8   | 20  | 3   | 20  | 22  | 31   | 6   | 3   | 9   | 9   | 13  | 12  | 15  | 12  | 8   | 24  | 10  | 343 |
| 14  | Spencer Pigot           | 15  | 14  | 15  | 15  | 15  | 206  | 10  | 23  | 11  | 8   | 2   | 20  | 13  | 16  | 6   | 4   | 24  | 325 |
| 15  | Zach Veach R            | 16  | 16  | 4   | 13  | 23  | 23   | 12  | 13  | 16  | 22  | 20  | 7   | 10  | 6   | 5   | 19  | 14  | 313 |
| 16  | Tony Kanaan             | 11  | 8   | 8   | 18  | 14  | 25   | 14  | 7   | 21  | 14  | 17  | 6   | 18  | 17  | 13  | 11  | 12  | 312 |
| 17  | Charlie Kimball         | 20  | 17  | 10  | 23  | 20  | 18   | 19  | 8   | 10  | 18  | 14  | 5   | 16  | 9   | 19  | 7   | 22  | 287 |
| 18  | Matheus Leist R         | 24  | 19  | 14  | 12  | 21  | 13   | 15  | 14  | 22  | 15  | 22  | 15  | 19  | 11  | 16  | 14  | 19  | 253 |
| 19  | Max Chilton             | 19  | 18  | 17  | 22  | 16  | 22   | 20  | 11  | 12  | 17  | 15  | 23  | 24  | 13  | 17  | 18  | 21  | 223 |
| 20  | Ed Carpenter            |     | 7   |     |     |     | 2*1  |     |     | 20  |     | 10  |     |     | 10  | 12  |     |     | 187 |
| 21  | Gabby Chaves            | 14  | 15  | 19  | 17  | 17  | 14   | 18  | 19  | 15  | 19  | 21  |     |     |     | 18  | 13  |     | 187 |
| 22  | Jordan King R           | 21  |     | 18  | 14  | 24  |      | 16  | 18  |     | 12  |     | 11  | 12  |     |     | 15  | 13  | 175 |
| 23  | Zachary Claman DeMelo R | 17  |     | 23  | 19  | 12  | 19   |     |     | 17  | 21  | 18  | 14  |     |     |     |     |     | 122 |
| 24  | Jack Harvey R           | 23  |     | 12  |     |     | 16   |     |     |     |     |     |     | 20  |     |     | 16  | 17  | 103 |
| 25  | Carlos Muñoz            |     |     |     |     |     | 7    |     |     |     |     |     |     |     |     |     | 12  | 18  | 95  |
| 26  | Pietro Fittipaldi R     |     | 23  |     |     |     |      |     |     |     |     |     |     | 23  | 22  | 11  | 9   | 16  | 91  |
| 27  | Santino Ferrucci R      |     |     |     |     |     |      | 22  | 20  |     |     |     |     |     |     |     | 20  | 11  | 66  |
| 28  | René Binder R           | 22  |     |     | 16  |     |      | 21  | 22  |     |     |     | 17  | 21  |     |     |     |     | 61  |
| 29  | Conor Daly              |     |     |     |     |     | 21   |     |     |     |     |     | 13  | 22  | 15  |     |     |     | 58  |
| 30  | Kyle Kaiser R           |     | 21  | 16  |     | 19  | 29   |     |     |     |     |     |     |     |     |     |     |     | 45  |
| 31  | Patricio O'Ward R       |     |     |     |     |     |      |     |     |     |     |     |     |     |     |     |     | 9   | 44  |
| 32  | Hélio Castroneves       |     |     |     |     | 6   | 278  |     |     |     |     |     |     |     |     |     |     |     | 40  |
| 33  | J. R. Hildebrand        |     |     |     |     |     | 11   |     |     |     |     |     |     |     |     |     |     |     | 38  |
| 34  | Stefan Wilson R         |     |     |     |     |     | 15   |     |     |     |     |     |     |     |     |     |     |     | 31  |
| 35  | Oriol Servià            |     |     |     |     |     | 17   |     |     |     |     |     |     |     |     |     |     |     | 27  |
| 36  | Alfonso Celis Jr. R     |     |     |     |     |     |      |     |     |     | 20  |     |     |     |     |     | 17  |     | 23  |
| 37  | Colton Herta R          |     |     |     |     |     |      |     |     |     |     |     |     |     |     |     |     | 20  | 20  |
| 38  | Danica Patrick          |     |     |     |     |     | 307  |     |     |     |     |     |     |     |     |     |     |     | 13  |
| 39  | Jay Howard              |     |     |     |     |     | 24   |     |     |     |     |     |     |     |     |     |     |     | 12  |
| 40  | Sage Karam              |     |     |     |     |     | 26   |     |     |     |     |     |     |     |     |     |     |     | 10  |
| 41  | James Davison           |     |     |     |     |     | 33   |     |     |     |     |     |     |     |     |     |     |     | 10  |
| –   | Pippa Mann              |     |     |     |     |     | DNQ  |     |     |     |     |     |     |     |     |     |     |     | 0   |
| Pos | Driver                  | STP | PHX | LBH | ALA | IMS | INDY | DET | DET | TEX | ROA | IOW | TOR | MDO | POC | GAT | POR | SNM | Pts |

| Colore  | Risultati                   |
| ------- | --------------------------- |
| Oro     | Vincitore                   |
| Argento | 2º posto                    |
| Bronzo  | 3º posto                    |
| Verde   | 4º e 5º posto               |
| Celeste | 6º-10º posto                |
| Blu     | Finita (Fuori dalla Top 10) |
| Viola   | Non finita                  |
| Rosso   | Non qualificato (DNQ)       |
| Marrone | Ritirato (Wth)              |
| Nero    | Squalificato (DSQ)          |
| Bianco1 | Non partito (DNS)           |
| Bianco2 | Gara cancellata (C)         |
| Vuoto   | Non partecipa               |

| Legenda   | |
| Grassetto | Pole position (1 punto; tranne Indy) |
| Corsivo   | Giro più veloce |
| *         | Più giri in testa (2 punti) |
| DNS       | Qualsiasi pilota che si qualifica ma non parte (DNS), guadagna la metà dei punti.                                                                             |
| 1-9       | Risultati della 500 Miglia di Indianapolis "Fast 9", con punti attribuiti come segue: 9 punti al primo, 8 punti al secondo e così via sino a 1 punto al nono. |
| c         | Qualifiche cancellate, nessun punto bonus. |
| RY        | Rookie dell'anno |
| R         | Rookie |

- Viene assegnato un punto a ogni pilota che comanda almeno un giro. Due punti addizionali vengono assegnati al pilota che ha il maggior numero di giri in prima posizione.
- In tutte le gare, eccetto la 500 Miglia di Indianapolis, il pilota che si qualifica in pole position guadagna un punto.
- Nelle gare con più corse, viene assegnato un punto per la pole position di entrambe le gare.[48]
- Il cambio del motore prima che questo abbia percorso la distanza richiesta comporta la perdita di 10 punti. Nota: la distanza viene calcolata sulla distanza totale percorsa dall'automobile con quel motore, indipendentemente dal pilota al volante.
- I pareggi vengono risolti in base alle vittorie, secondi posti, terzi posti, ecc. infine per il numero di pole position e posizioni in classifica.

### Classifica costruttori motori
| Pos | Costruttore | STP | PHX | LBH | ALA | IMS | INDY | DET | DET | TEX | ROA | IOW | TOR | MDO | POC | GAT | POR | SNM | Pts  |
| --- | ----------- | --- | --- | --- | --- | --- | ---- | --- | --- | --- | --- | --- | --- | --- | --- | --- | --- | --- | ---- |
| 1   | Honda       | 1   | 2   | 1   | 2   | 2   | 3    | 1   | 1   | 1   | 2   | 1   | 1   | 1   | 1   | 2   | 1   | 1   | 1467 |
| 1   | Honda       | 2   | 3   | 3   | 3   | 3   | 4    | 2   | 3   | 3   | 3   | 3   | 3   | 2   | 3   | 3   | 2   | 2   | 1467 |
| 1   | Honda       | 96* | 76  | 91* | 76  | 75  | 67   | 96* | 91* | 90* | 75  | 90* | 90* | 96* | 90* | 77* | 95* | 96* | 1467 |
| 2   | Chevrolet   | 7   | 1   | 2   | 1   | 1   | 1    | 7   | 2   | 2   | 1   | 2   | 2   | 3   | 2   | 1   | 4   | 3   | 1203 |
| 2   | Chevrolet   | 10  | 7   | 7   | 9   | 6   | 2    | 9   | 7   | 10  | 7   | 4   | 5   | 4   | 5   | 4   | 6   | 4   | 1203 |
| 2   | Chevrolet   | 46  | 81* | 66  | 77* | 84* | 98*  | 48  | 66  | 61  | 82* | 73  | 71  | 67  | 71  | 87  | 61  | 67  | 1203 |

- Tutti i punti validi per la classifica costruttori possono essere guadagnati solo dai partecipanti alla stagione completa.
- Il costruttore che guadagna più punti in ogni gara è segnato con un asterisco (*)
- I punti per il campionato costruttori di motori saranno assegnati ai primi due classificati in gara per ciascun produttore utilizzando lo stesso schema di punteggio utilizzato per la classifica piloti.[49]
- I primi due classificati al traguardo di ogni costruttore ottengono punti per il loro rispettivo costruttore. Il costruttore che vince ogni gara riceverà cinque (5) punti aggiuntivi ed è segnato in grassetto.
- In tutte le gare eccetto la 500 Miglia di Indianapolis il costruttore che si qualifica in pole guadagna un (1) punto. Alla 500 Miglia di Indianapolis chi ottiene il giro più veloce al sabato guadagna un (1) punto, mentre per la pole position di domenica guadagna due (2) punti. Il costruttore in pole position è segnato con il corsivo.
- Ulteriori punti bonus sono disponibili per i costruttori un che oltrepassa la soglia di 2.000 miglia durante la 500 Miglia di Indianapolis. Il costruttore guadagna punti bonus pari alla posizione finale di quel motore in gara.
- Un pareggio è risolto dal maggior numero di secondi posti, seguito dal maggior numero di terzi posti, ecc.